# Osiedle Matejki (Świnoujście)
Osiedle Matejki – jednostka pomocnicza Świnoujścia usytuowana na wyspie Uznam. W skład wchodzą głównie wieżowce mieszkalne, oraz pojedyncza zabudowa w postaci domków jednorodzinnych. Przebiega tędy szlak rowerowy oraz ścieżka rowerowa. Przez ul. Matejki przejeżdżają autobusy komunikacji miejskiej A i B oraz sezonowa linia nr 6.